# Vanilloideae
Sous-famille
Classification phylogénétique
Les Vanilloideae sont une sous-famille d'Orchidées dont font partie les espèces productrices de la vanille.

## Description
Les Vanilloideae possèdent un certain nombre de caractères inhabituels chez les Orchidacées, dont celui relatif à la déhiscence des fruits.

## Systématique
voir : Monocotyledoneae (classification phylogénétique)
Longtemps traités comme une famille à part entière, nommée Vanillaceae, la génétique révèle que la sous-famille des Vanilloideae est en fait proche des sous-familles des Epidendroideae et des Orchidoideae. La sous famille des Vanilloideae se compose de 15 genres et d'environ 180 espèces réparties en deux tribus, les Pogonieae (syn. Pogoniinae) et les Vanilleae (syn. Vanillinae).

### Pogonieae
La couleur des pétales et sépales est rose quelques fois blanche ou bleuâtre. Leurs sépales ont une forme oblongue, elliptique, ou lancéolée.
Genres :
- Cleistes
- Duckeella
- Osotria
- Pogonia
- Pogoniopsis

### Vanilleae
Les Vanilleae sont des lianes grimpantes. Ce ne sont cependant ni des plantes parasites, ni des plantes totalement épiphytes, elles sont hémiépiphytes.

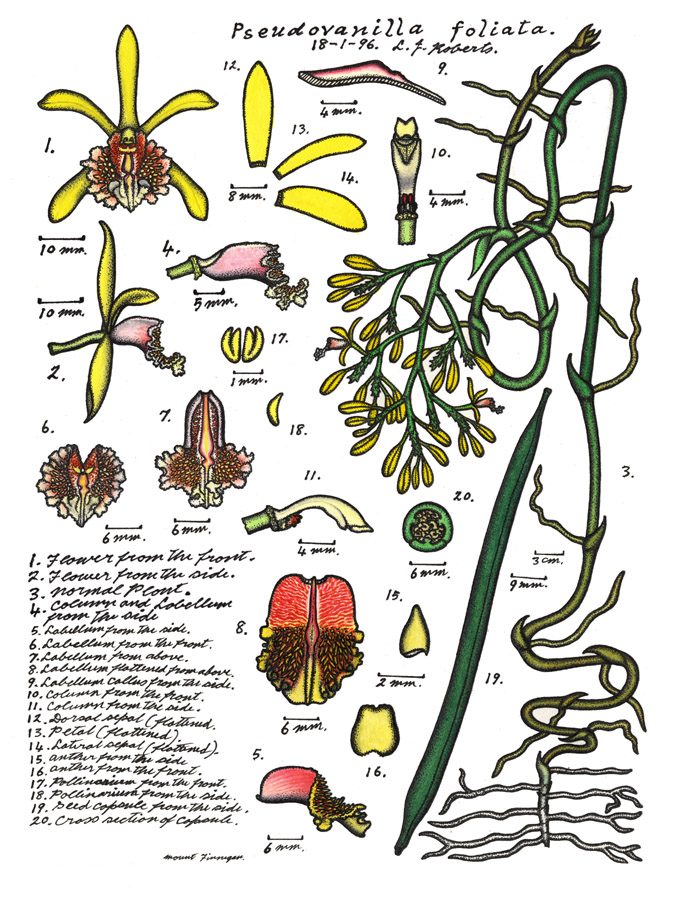
Pseudovanilla foliata, planche descriptive de Lewis Roberts, "Orchids of far north-eastern Queensland" (1995-2003)

- Clematepistephium
- Cyrtosia
- Dictyophyllaria
- Epistephium
- Eriaxis
- Erythrorchis
- Galeola
- Lecanorchis
- Pseudovanilla foliata, planche descriptive de Lewis Roberts, "Orchids of far north-eastern Queensland" (1995-2003)Pseudovanilla
- Vanilla

### Sources
- (en) Cet article est partiellement ou en totalité issu de l’article de Wikipédia en anglais intitulé « Vanilloideae » (voir la liste des auteurs).